# Déisis de la Dormition de Zvenigorod
La Déisis de la Dormition de Zvenigorod ou le registre de Zvenigorod (en langue russe : Zvenigorodski tchin, en cyrillique : Звенигородский чин ) est un registre de trois icônes représentant le Sauveur, l'Archange saint Michel et saint Paul qui ont été conservées sur les 7 ou 9 icônes qui la composaient à l'origine. Elles sont toutes trois attribuées à Andreï Roublev. Elle fait partie des collections de la Galerie Tretiakov.

## Histoire et attribution
Selon la version communément admise par les historiens d'art, ces icônes ont été découvertes en 1918 par le restaurateur d'art Grigori Tchirikov, membre de la Commission nationale russe de conservation de peinture ancienne. Elles se trouvaient parmi un tas de planches, dans un hangar situé à côté de la Cathédrale de la Dormition sur Gorodok. 
Ces icônes ont été restaurées par des spécialistes et transférées ensuite au Musée historique d'État d'où elles ont été transférées en 1930 dans les collections de la Galerie Tretiakov.
C'est en 1926 qu'Igor Grabar a publié dans la revue « Questions de restauration » l'article intitulé « André Roublev : Essai sur l'œuvre de l'artiste suite aux travaux de restauration de 1918—1925. » dans lequel il attribue le registre des icônes de Svenigorod à Roublev sur base des caractéristiques de ces icônes, de leur proximité avec l'Icône de la Trinité ainsi qu'avec les fresques de la cathédrale de la Dormition (Vladimir). Malgré la brièveté de l'argumentation de Grabar, son attribution a obtenu une « reconnaissance unanime » de la part de tous les historiens d'art qui estiment que ces icônes de Svenigorod « sont attribuées à Andreï Roublev ».
Les dates de réalisation de ces icônes sont fixées par différents auteurs entre 1396 et 1420. Selon Victor Lazarev « son style paraît déjà d'une telle maîtrise, qu'elles ne peuvent compter parmi celles de sa jeunesse. Elles pourraient être datées d'une période postérieure à la réalisation de la cathédrale de la Dormition à Vladimir, c'est-à-dire après 1408 ». Lazarev les datent des années 1410—1415. Il est soutenu à ce propos par l'historien d'art Mikhaïl Iline (qui date de 1417 environ) К. Onach (il date de 1409 environ ) et d'autres chercheurs.
Véra Traimond considère également que cette déisis pourrait avoir été créée après 1408 mais plutôt dans les années 1420 pour les mêmes raisons, c'est-à-dire que la maîtrise du peintre est telle que des datations des années 1396 à 1399 sont trop précoces. Cette œuvre de Roublev est souvent comparée à L'Archange Gabriel de Visotski qui fait également partie d'une déisis, celle dite de Serphoukov.
L'Archange Mikhaïl 

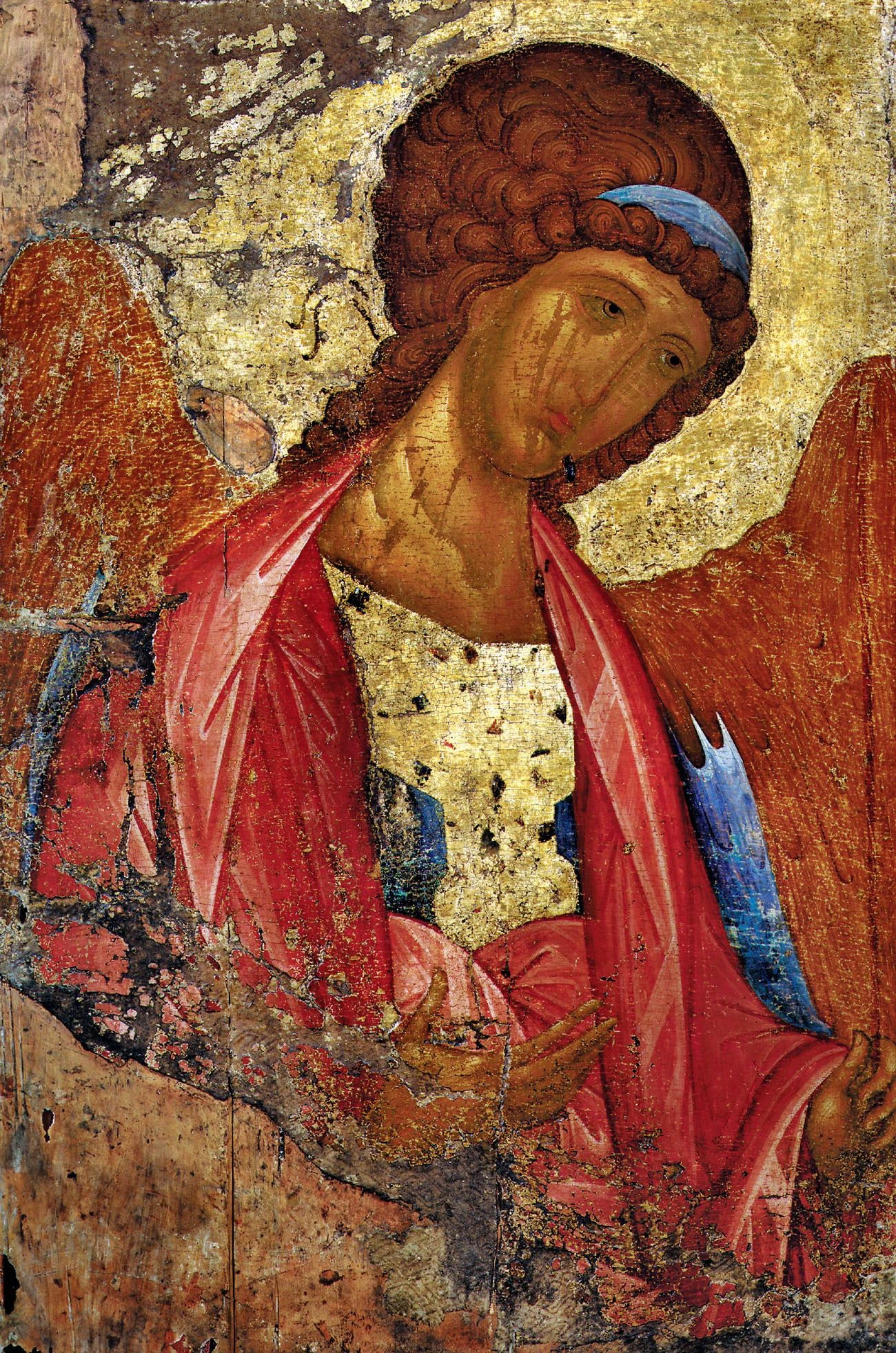
L'Archange Mikhaïl de Roublev

L'archange Mikhaïl est l'icône de la déisis qui est dans le meilleur état. Selon Mikhaïl Alpatov il se rapproche des icônes russes prémongoles par l'expression des sentiments et les proportions dont il témoigne.
Le peintre fait preuve d'une grande liberté artistique pour interpréter le spirituel et le sublime. L'ascétisme byzantin disparaît au profit d'une douceur très attirante. Les proportions allongées, la grâce, la finesse des traits presque hellénistiques annoncent l'icône de la Trinité. La sérénité et la clarté des formes, le dégradé des demi-tons rappellent
la peinture antique dont Roublev a perçu le message par les canons de Byzance. Le visage de l'archange à la bouche fine, au nez droit, aux yeux allongés, reste sans contrastes d'ombres sur son fond doré. Ce fond est en harmonie absolue avec les bleus, les lilas, les roses. L'higoumène Joseph de Volok] rapporte que Roublev passait des heures à contempler les icônes antiques. C'est sans doute ce qui lui permet de donner à son archange des proportions proches des canons pré-mongols. Dans ce visage, tout ce qui est trop humain, trop terrestre est écarté. Le spectateur pénètre ici dans une sphère où il n'y a ni peine ni joie, ni douleur, ni sourire.    
 Le Sauveur 

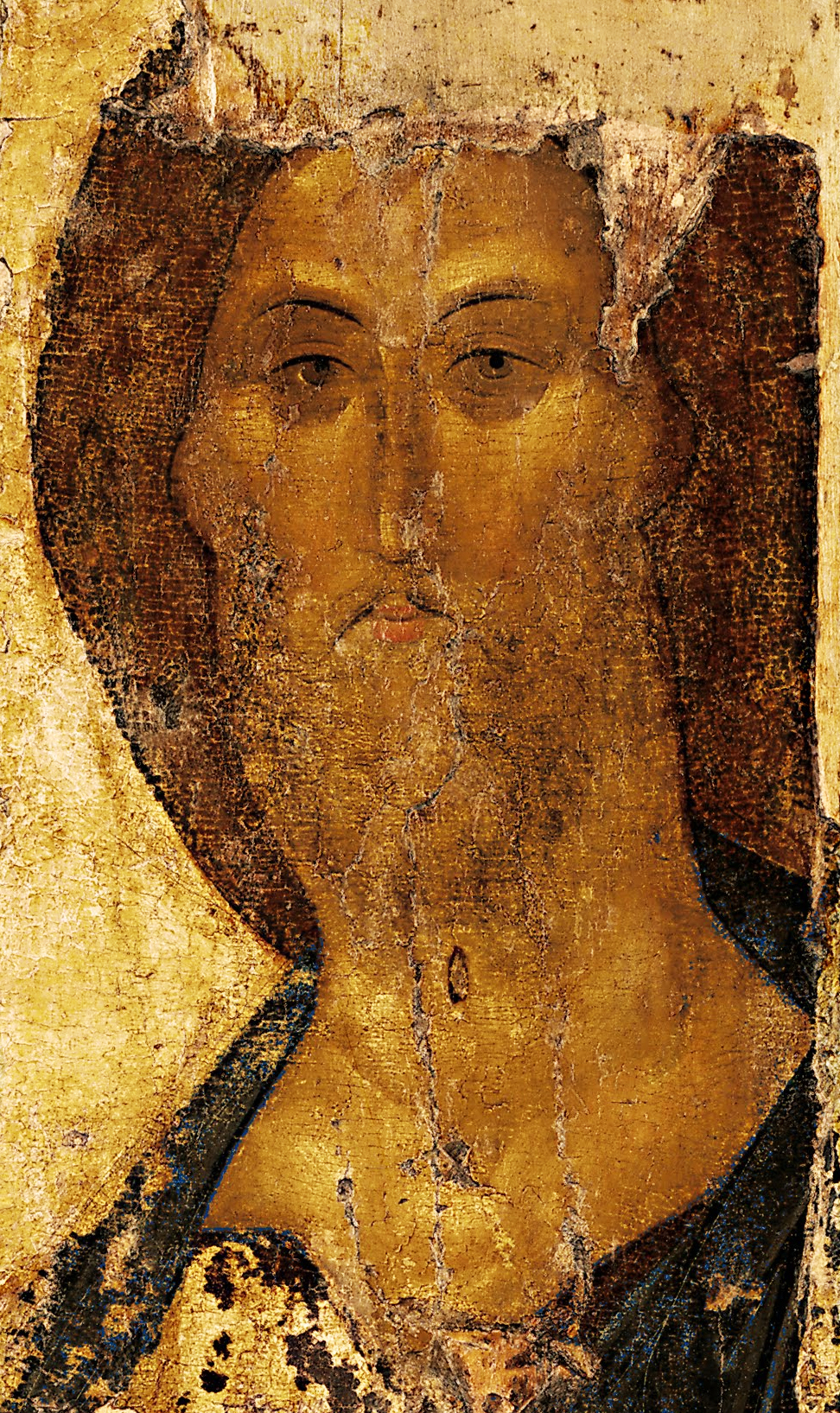
Le Sauveur de Roublev

Le visage du Sauveur a été fort endommagé au fil du temps.
Le visage est rempli à la fois d'une grande noblesse et d'une douceur qui contraste avec les modèles byzantins sévères et hautains. Le Sauveur est un véritable canon de la beauté russe calme et indestructible. Les idées de Roublev, sur la pureté morale, la puissance spirituelle, sont cristallisées. Mais en même temps la frontière entre le monde divin et le monde profane disparait dans une conscience de l'unité de la Création. Lazarev compare ce Christ à celui de la cathédrale de Chartres en insistant sur son caractère humaniste qui estompe les caractéristiques culturelles.  
 Saint Paul

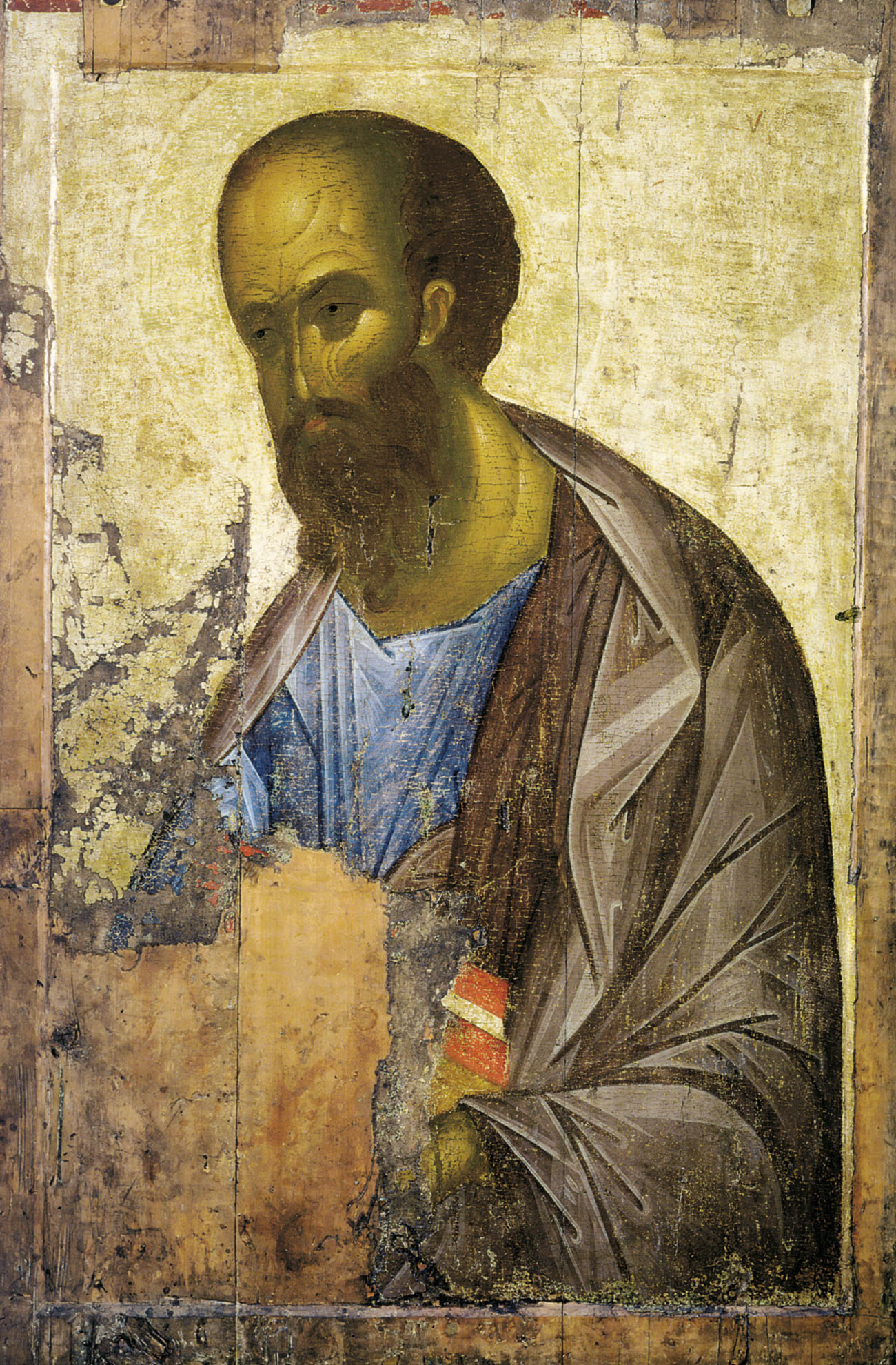
Saint Paul de Roublev

Les qualités artistiques de cette icône la rapproche de celle de l'archange Mikhaïl. Saint Paul y apparaît les yeux empreints de tristesse et de beauté à la fois. 